# شباير
إشبيرة أو إشْبَيَر أو اِشْبَيَر أو (نقحرة: شباير) (بالألمانية: Speyer) هي مدينة في ولاية راينلند بالاتينات وتعبر المدينة من أقدم المدن في ألمانيا ولذلك لمدينة شباير معني حضاري وتاريخي لدي الألمان.
ذكرها الادريسي:

## توأمة
لشباير اتفاقيات توأمة مع كل من:
- يفنه
- سبالدينغ [الإنجليزية]‏
- شارتر
- كورسك
- رافينا
- غنيزنو
- Rusizi District [الإنجليزية]‏
- تونسبرغ
- Radviliškis [الإنجليزية]‏

## أعلام
- هانس اسموسين
- جبريل بيل
- كارل هينريتش إميل بيكر
- رودولف الأول
- فرانز جوسيف هاينز
- بياتريس الأولى
- سيباستيان لانكامب
- يوهان يواخيم بيشر
- كونراد الثاني